# Saint-Loup-en-Comminges
Saint-Loup-en-Comminges é uma comuna francesa na região administrativa de Occitânia, no departamento de Alta Garona. Estende-se por uma área de 4,73 km². Em 2010 a comuna tinha 37 habitantes (densidade: 7,8 hab./km²).